# Coleophora sarothamni
Coleophora sarothamni é uma espécie de mariposa do gênero Coleophora pertencente à família Coleophoridae.